# بی‌کسی الهام‌بخش هنره
«بی‌کسی الهام‌بخش هنره» (به انگلیسی: Lonely Is the Muse) ترانه‌ای از خوانندهٔ آمریکایی هالزی می‌باشد که در پنجمین آلبوم استودیویی وی تحت عنوان مقلد بزرگ (۲۰۲۴) قرار دارد. این ترانه در ۱۵ اوت سال ۲۰۲۴ از سوی کلمبیا رکوردز به‌عنوان دومین تک‌آهنگ این آلبوم منتشر گردید. «بی‌کسی الهام‌بخش هنره» یک ترانه در سبک‌های آلترناتیو راک، هارد راک، گوتیک راک و گرانج است که و با محوریت آن با گیتار و درام می‌باشد. متن این ترانه بر ارزش فردی و تاب‌آوری تمرکز دارد. این قطعه با الهام از ایمی لی، خوانندهٔ گروه اونسنس ساخته شده‌است که هالزی در جریان تبلیغات آلبوم با تقلید از ظاهر او به ترویج اثر پرداخت.
این ترانه پس از انتشار با واکنش مثبت منتقدان موسیقی مواجه شد و صدای آن مورد تحسین قرار گرفت؛ نشریهٔ ان‌ام‌ئی آن‌را به‌عنوان یکی از بهترین ترانه‌های سال ۲۰۲۴ معرفی کرد. از نظر تجاری این ترانه در جدول تک‌آهنگ‌های داغ نیوزیلند حضور یافت. اجرای زندهٔ «بی‌کسی الهام‌بخش هنره» در پلتفرم ویوو در ۳۰ اکتبر ۲۰۲۴ منتشر شد. هالزی این ترانه‌را در لیست‌های اجرای معمول تور برای آخرین حقهٔ من: تور (۲۰۲۵) و چندین فستیوال موسیقی گنجاند.